# 普里查德 (愛達荷州)
普里查德（英語：Prichard）是位於美國愛達荷州肖肖尼縣的一個非建制地區。

## 地理
普里查德的座標為47°39′23″N 115°58′35″W / 47.65639°N 115.97639°W，而該地的平均海拔高度為740米（即2428英尺）。